# Gorgopas
Gorgopas is een geslacht van vlinders van de familie dikkopjes (Hesperiidae), uit de onderfamilie Pyrginae.

## Soorten
- G. agylla (Mabille, 1897)
- G. chlorocephala (Herrich-Schäffer, 1870)
- G. gutta Evans, 1953
- G. petale (Mabille, 1888)
- G. trochilus (Hopffer, 1874)